# Andrea Riva
Andrea Riva (29 de junio de 1990) es un deportista italiano que compitió en remo como timonel. Ganó dos medallas en el Campeonato Mundial de Remo, en los años 2006 y 2016, ambas en la prueba de dos con timonel.

## Palmarés internacional
| Campeonato Mundial | Campeonato Mundial      | Campeonato Mundial | Campeonato Mundial |
| Año                | Lugar                   | Medalla            | Prueba             |
| ------------------ | ----------------------- | ------------------ | ------------------ |
| 2006               | Eton (Reino Unido)      | Medalla de plata   | Dos con timonel    |
| 2016               | Róterdam (Países Bajos) | Medalla de bronce  | Dos con timonel    |